# Елен Кей
Елен Кей (Ellen Karolina Sofia Key) е шведска учителка и писателка, феминистка, работила в Стокхолмския институт в зората на 20 век.
Тя прокламира, че това ще е векът на детето. През 1903 г. публикува книга със същото заглавие – „Векът на детето“, а също така и „За любовта и брака“. Тя счита, че в училище се убива детската душа. Ето защо в центъра на възпитанието според нея трябва да се постави детето с неговите нужди, потребности и интереси.